# AVN Awards
AVN Awards är ett antal filmpriser sponsrade och presenterade av AVN (Adult Video News), den främsta amerikanska branschtidskriften inom pornografisk film. Priserna ska belöna olika insatser i skapandet och marknadsföringen av amerikanska pornografiska filmer. Priserna benämns ofta "porrbranschens Oscar". Priser delas ut i över 100 kategorier, varav vissa motsvarar dem hos utmärkelser i andra film- eller videogenrer.
AVN sponsrade den första prisceremonin i februari 1984. Ceremonin äger numera rum tidigt i januari, under den stora branschmässan AVN Adult Entertainment Expo i Las Vegas. Sedan 2008 har prisgalan sänts – i ett redigerat, 90 minuter långt format – i TV-kanalen Showtime.
Priser inom bögpornografi var del av AVN-galan från 1987 till 1998. Den hastigt ökande mängden kategorier gjorde galan alltmer svårhanterlig, och sedan 1999 fungerar den separata GayVN Awards som en årlig prisgala för denna del av den pornografiska branschen.